# トライアルライド
『トライアルライド』（TRIAL RIDE）は、魚住青時（原作）・小林知恵子（作画）による漫画。『月刊アフタヌーン』（講談社）において2008年1月号から2009年7月号まで連載された後、『good!アフタヌーン』（同）において第16号（2011年6月号）から第22号（2012年6月号）まで連載された。単行本全4巻。

## あらすじ
新人を育てようという調教師が少なくなり、地方や海外から有力騎手が多くやってくるという中央競馬の新人騎手にとって不遇の時代。特に怠惰な調教師の厩舎に所属し、ろくに騎乗機会もない沢田一己は「不幸な新人騎手」と呼ばれていた。一己はそんな境遇でも決してあきらめる事はなく、勝利を信じてレースに乗り続ける。

## 登場人物
沢田一己（さわだ かずみ）
本作の主人公。今年デビューした新人騎手。遠野賢三厩舎所属。
素直でおとなしい性格ではあるが人の話を聞かない（馬耳東風）、人の顔は覚えられないが馬の顔は覚える等、掴みどころのない部分もある。
師である賢三からの指南やフォローもないためデビューから2ヶ月未勝利。そのため周りから「不幸な新人騎手」と呼ばれている。
決して勝利をあきらめない強い心が武器だが、ベテラン調教師も認める騎乗技術も合わせ持っている。
遠野賢三（とおの けんぞう）
一己の所属する厩舎の調教師。騎手出身であり、騎手時代は天才と呼ばれていた。
競馬場にも行かず昼間まで寝ているというホースマンとしては考えられない程怠けた性格であり、部下である厩務員から「ニート調教師」と揶揄される。
弟子である一己も放置しているように見えるが、さり気なく助言を行ったりトライアルと称して馬を与えるなど弟子を育てようとする部分も見られる。
騎手時代はデビューから2年でGIを11勝するなど、あらゆる記録を塗り替えた。
立原麻衣子（たちはら まいこ）
遠野厩舎の厩務員。競馬学校時代は一己と同期で、その頃は騎手を目指していた。
一己とは違い現実的な性格で、馬や騎手に無理をさせる賢三の考え方に異を唱える。これは幼い頃のトラウマが原因である。

## 書誌情報
- 魚住青時（原作）・小林知恵子（作画） 『トライアルライド』 講談社〈アフタヌーンKC〉、全4巻
  1. 2008年8月22日発売[1]、ISBN 978-4-06-314524-3
  2. 2008年9月22日発売[2]、ISBN 978-4-06-314530-4
  3. 2011年6月23日発売[3]、ISBN 978-4-06-310763-0
  4. 2012年6月7日発売[4]、ISBN 978-4-06-387824-0